# 佐藤毅彦
佐藤 毅彦（さとう たけひこ、1962年 - ）は、日本の惑星科学者。JAXA宇宙科学研究所教授。北海道大学大学院理学院客員教授。
専門分野は、惑星大気圏・電磁圏科学。PLANET-C金星探査（2ミクロン・カメラ責任者）、次期火星探査（WG主査）、木星オーロラ研究に従事。特に木星オーロラ研究では世界の第一人者である。科学教育にもインターネット天文台、星座カメラi-CANの開発・活用を通し取り組んでいる。
レコードを聞くのが趣味。

## 経歴
- 1980年3月、武蔵中学校・高等学校卒業後、東京理科大学理学部第一部物理学科入学。
- 1992年3月、東京理科大学大学院理学研究科より博士（理学）を授与。学位論文では木星の雲層構造を研究。「Investigation of the Jovian Cloud Systems based on Multiple Scattering Analysis(多重散乱解析に基づく木星雲系の研究)」。
- 1992年4月～1993年9月、ハワイ大学天文学研究所　この頃よりマウナケアのIRTF望遠鏡を用い木星赤外オーロラの研究に従事。
- 1993年10月～1997年3月、NASAゴダード宇宙センター研究員
- 東京理科大学計算科学フロンティア研究センター講師、熊本大学教育学部助教授を経て、2006年12月からJAXA宇宙科学研究本部宇宙プラズマ研究系教授。金星探査機「あかつき」プロジェクトには2001年から携わっている。
- 慶應義塾高等学校講師の経験もある。